# Thalassoma lucasanum
Thalassoma lucasanum là một loài cá biển thuộc chi Thalassoma trong họ Cá bàng chài. Loài này được mô tả lần đầu tiên vào năm 1862.

## Từ nguyên
Từ định danh lucasanum được đặt theo tên của Cabo San Lucas, thành phố ở cực nam của bán đảo Baja California, nơi mẫu định danh của loài cá này được phát hiện (hậu tố anum trong tiếng Latinh có nghĩa là "thuộc về").

## Phạm vi phân bố và môi trường sống
T. lucasanum có phạm vi phân bố tương đối rộng rãi ở vùng biển Đông Thái Bình Dương. Loài này được tìm thấy từ vùng biển bao quanh bán đảo Baja California và vịnh California, trải dài theo bờ biển Trung Mỹ và Nam Mỹ đến Peru, bao gồm các hòn đảo xa bờ, ngoại trừ đảo Clipperton.
T. lucasanum sống gần các rạn san hô viền bờ ở độ sâu đến 64 m.

## Mô tả
T. lucasanum có chiều dài cơ thể tối đa được ghi nhận là 15 cm. Cá cái và cá con có hai dải sọc màu vàng tươi (một dọc theo lưng, từ trên mắt dài đến đuôi, và một ở hai bên thân, từ mõm đến đuôi), giữa hai dải này là một dải rộng màu nâu với các vệt đốm màu đỏ tía; trên bụng có một dải màu đỏ tía; một sọc đen dọc theo gốc vây lưng. Cá đực có thân màu tím với một vùng màu vàng tươi sau đầu; đầu màu xanh lục lam với các vệt bên dưới mắt. Vây ngực màu vàng, có vệt màu xanh lam ở rìa. Vây đuôi màu xanh lam, lõm sâu.
Cá đực của T. lucasanum và Thalassoma robertsoni (đặc hữu của đảo Clipperton) khá tương đồng về kiểu màu sắc với nhau, nhưng cá cái của hai loài hoàn toàn khác biệt về màu sắc (T. robertsoni cái không có các dải màu đỏ, vàng, tím sặc sỡ như T. lucasanum).
Số gai ở vây lưng: 8; Số tia vây ở vây lưng: 13; Số gai ở vây hậu môn: 3; Số tia vây ở vây hậu môn: 11; Số tia vây ở vây ngực: 15.

## Sinh thái và hành vi
Thức ăn của T. lucasanum chủ yếu là các loài thủy sinh không xương sống, ngoài ra chúng còn ăn cả tảo và san hô mềm. Loài này được ghi nhận là có thể sinh sản theo nhóm lớn hoặc sinh sản theo cặp. Khi sinh sản theo cặp, cá đực trưởng thành thiết lập một vùng lãnh thổ cho riêng mình cùng với bầy cá cái trong hậu cung của nó. Cá đực sau đó sẽ thực hiện hành vi sinh sản lần lượt với từng con cá cái trong bầy.
Cá con được ghi nhận là đôi khi có hành vi "dọn vệ sinh" cho những loài cá khác.
T. lucasanum được xem là một loài cá cảnh.